# Sionismo Federativo
O sionismo federativo ou federalismo sionista é uma abordagem de federalismo dentro do contexto do sionismo, por meio do qual o Estado de Israel é concebido como um estado-nação federativo com divisões soberanas para, pelo menos, ambas as áreas de maioria judaica e as áreas de maioria árabe/palestina.

## Estrutura binacional
Embora possa ser semelhante em conceito à solução do Estado único e à proposta Isratina, o sionismo federativo se concentra no fortalecimento do caráter judaico e na autodeterminação do componente majoritário judeu em uma situação federalizada, em vez de uma expansão da população judaica para uma área geográfica mais ampla.
O sionismo federativo também pode exigir a concessão de certos poderes jurisdicionais de autonomia a regiões dentro de áreas de maioria judaica do Estado de Israel, semelhante à estrutura pseudo-federativa das Doze Tribos dos antigos israelitas. Por exemplo, uma solução seria a divisão de distritos maiores, como o Distrito Sul, com o objetivo de ampliar o autogoverno e a autorresponsabilidade na região.
Uma estrutura binacional federalizada também poderia  resultar em uma maior demarcação entre populações religiosas e seculares em ambas as comunidades etno-culturais.

## Câmara alta
A nível nacional, o resultado seria provavelmente a criação de uma câmara alta de representantes eleitos das subdivisões de primeiro nível de Israel ou de distritos eleitorais específicos da câmara alta no Knesset, e a inclusão de delegados palestinos sem direito a voto na câmara baixa, semelhante à estrutura de relacionamento entre Porto Rico e o governo federal dos Estados Unidos que contempla delegados sem direito a voto.